# La becerrada
La becerrada es una película española rodada en El Puerto de Santa María dirigida por José María Forqué y guionizada por el propio Forqué junto con Jaime de Armiñán y Ricardo Muñoz Suay estrenada el 27 de mayo de 1963. Está protagonizada por Fernando Fernán Gómez, Amparo Soler Leal, Nuria Torray y María José Alfonso. Se trata de una comedia ambientada en el mundo de la tauromaquia en la que colaboraron los toreros Antonio Bienvenida, Antonio Ordóñez y Mondeño.

## Sipnosis
En el ficticio pueblo de San Ginés de la Sierra, en la zona de Despeñaperros en Andalucía hay un asilo de ancianos llamado El hogar del vencido que cuenta con veinte residentes a cargo de once monjas. La residencia está pasando por una mala época económica y para recaudar fondos deciden organizar una becerrada. Ahora sólo necesitan los becerros y a los toreros, por lo que Sor María (Amparo Soler Leal), Sor Leocadia (Nuria Torray) y Sor Matilde (María José Alfonso), junto con Juncal (Fernando Fernán Gómez), un experto en el mundo taurino, se ponen a la búsqueda... 

## Reparto
| Actor/Actriz           | Personaje                        |
| ---------------------- | -------------------------------- |
| Fernando Fernán Gómez  | Francisco Rodríguez Juncal       |
| Amparo Soler Leal      | Sor María                        |
| Nuria Torray           | Sor Leocadia                     |
| María José Alfonso     | Sor Matilde                      |
| Antonio Ordóñez        | Él mismo                         |
| Antonio Bienvenida     | Él mismo                         |
| Mondeño                | Él mismo                         |
| Ana María Noé          | Madre superiora                  |
| Irene Gutiérrez Caba   | Sor Ignacia                      |
| Alicia Hermida         | Sor Consolación de los Afligidos |
| Rafaela Aparicio       | Sor Inmaculada                   |
| Luisa Rosa de la Torre | Sor Purificación                 |
| Ana María Ventura      | Bibliotecaria                    |
| Carmen Santonja        | Sor Cecilia                      |
| Carmen Pastor          | Sor Leticia                      |
| Félix Fernández        | Ruiz                             |
| Luis Heredia           | Rosillo                          |
| Pilar Laguna           | Pili                             |